# 17-й Берлинский международный кинофестиваль
17-й Берлинский международный кинофестиваль прошёл с 23 июня по 4 июля 1967 года в Западном Берлине.

## Жюри
- Торолд Дикинсон (председатель жюри)
- Рюдигер фон Хиршберг
- Кнуд Лейф Томсен
- Мишель Аубриант
- Сашадар Мукерши
- Александр Петрович
- Уиллард Ван Дайк
- Манфред Деллин

## Конкурсная программа
- В следующем году, в это же время, режиссёр Ульрих Шамони
- Пробуждение крыс, режиссёр Живоин Павлович
- Азбука любви, режиссёр Эдуарду Коутинью, Родольфо Кун и Эльвио Сото
- Девушка-гангстер, режиссёр Франс Вайсс
- История Барбары, режиссёр Палле Кьерульф-Шмидт
- Вот твоя жизнь, режиссёр Ян Труэль
- Свисток в носу, режиссёр Уго Тоньяцци
- Коллекционерша, режиссёр Эрик Ромер
- Странная ночь, режиссёр Альфредо Анджели
- Старт, режиссёр Ежи Сколимовский
- Стена, режиссёр Сердже Руллет
- Старик и ребёнок, режиссёр Клод Берри
- Лив, режиссёр Пал Локкеберг
- Жизнь прекрасна, режиссёр Ян Халльдофф
- Паранойя, режиссёр Роберт Лукетич
- Мечта, режиссёр Младомир «Пуриша» Джорджевич
- Потерянная весна, режиссёр Нобору Накамура
- Шептуны, режиссёр Брайан Форбс
- Лицо медузы, режиссёр Никос Кундурос
- Тату, режиссёр Йоханнес Шааф

## Награды
- Золотой медведь:
  - Старт, режиссёр Ежи Сколимовский
- Золотой медведь за лучший короткометражный фильм:
  - Глазами художника
- Серебряный медведь:
- Серебряный медведь за лучшую мужскую роль:
  - Мишель Симон — Старик и ребёнок
- Серебряный медведь за лучшую женскую роль
  - Эдит Эванс — Шептуны
- Серебряный медведь за лучшую режиссёрскую работу:
  - Живоин Павлович — Пробуждение крыс
- Серебряный медведь - специальный приз за лучший короткометражный фильм:
- Flea Ceoil
- Серебряный медведь - специальный приз жюри:
  - В следующем году, в это же время
  - Коллекционерша
  - Приз юношеского кинематографа:
  - Приз юношеского кинематографа - лучший игровой фильм
  - Коллекционерша
- Приз международной ассоциации кинокритиков (ФИПРЕССИ):
  - В следующем году, в это же время
- Приз международного евангелического жюри:
  - Вот твоя жизнь
  - Старик и ребёнок
- Приз «Интерфильма» - почётное упоминание
  - Шептуны
- Приз Международной Католической организации в области кино (OCIC):
  - Шептуны
- Приз Европейской конфедерации художественного кино
  - Вот твоя жизнь
- Награда C.I.D.A.L.C.
  - Вот твоя жизнь
- Награда C.I.D.A.L.C. имени Ганди
  - Старик и ребёнок
- Премия международного союза кинокритиков (UNICRIT)
  - Старт